# Theodor Wagemann

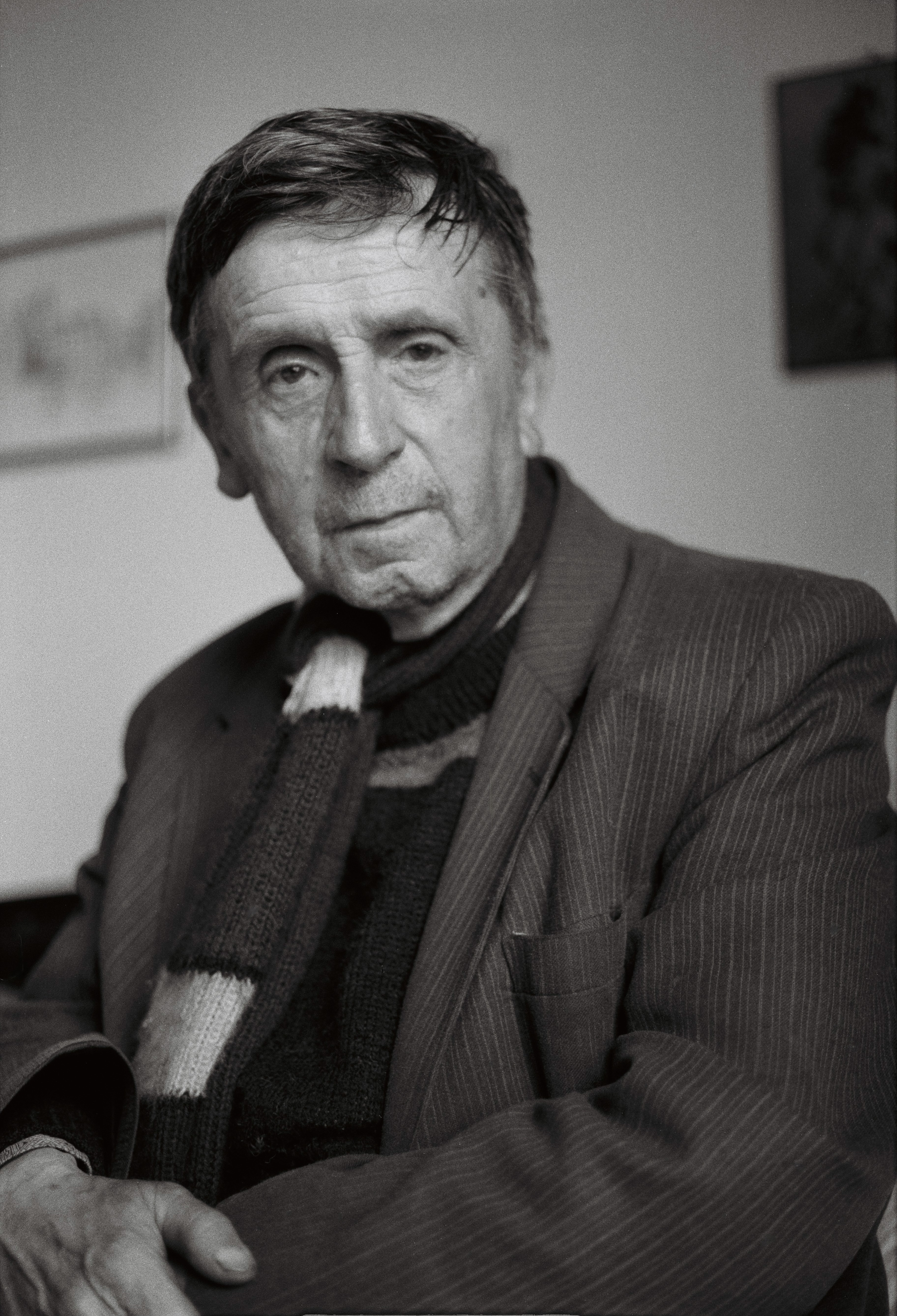
Theodor Wagemann, genannt Theo, Weeze, 1987, Foto: Robert Küppers

Theodor Wagemann, genannt Theo (* 12. Juli 1918 in Venwegen (damals Kornelimünster, heute Stolberg (Rhld.)); † 3. Mai 1998 in Kevelaer) war ein deutscher Künstler der Art Brut.

## Leben
Theo war das jüngste von fünf Kindern einer Familie in Venwegen. Der Vater, ein gelernter Steinhauer, betrieb im Dorf eine Gastwirtschaft. Von 1924 bis 1932 besuchte Theo die örtliche Volksschule.
1933 kam es zum Ausbruch einer geistigen Erkrankung. Theo musste eine gerade begonnene Schneiderlehre im benachbarten Stolberg abbrechen. Er übernahm fortan einfache Aushilfsarbeiten im dörflichen Umfeld. Nach familiären Angaben wurde Theo zur Zeit des Dritten Reiches verschleppt und zwangssterilisiert. Durch die Intervention eines Arztes entging er der Euthanasie und kehrte schließlich zurück zur Familie, unter deren Schutz er die NS-Zeit überlebte. 1943 fiel sein Bruder als Feldwebel im Zweiten Weltkrieg.
Im Jahre 1960 starb der Vater und 1963 die Mutter. Theo lebte mit seinem Bruder Hubert und seiner Schwägerin Hanna weiterhin im elterlichen Haus. Von 1964 bis 1965 erfolgte ein Aufenthalt in den Rheinischen Kliniken in Düren. Nach seiner Rückkehr nach Venwegen lebte Theo ab 1965 bei seiner älteren Schwester, die 1977 verstarb.
Nach einem kurzfristigen Aufenthalt in einem Altenheim in Blankenheim erfolgte schließlich die Einweisung in das Petrusheim in Weeze am Niederrhein. Hier begann er mit seiner intensiven zeichnerischen Tätigkeit.
Im Rahmen eines Sozialpraktikums im Petrusheim begegnete Robert Küppers 1983 dem wortkargen Sonderling und baute eine freundschaftliche Beziehung zu Theo auf. Küppers begann, Werke von Theo zu sammeln. 1995 brach Theo seine zeichnerische Tätigkeit aufgrund körperlicher Schwäche ab. Von 1997 bis 1998 erfolgten mehrere Krankenhausaufenthalte. 1998 verstarb Theo im Alter von 79 Jahren an Altersschwäche in einem Krankenhaus in Kevelaer. Er wurde auf dem Friedhof des Petrusheimes in Weeze begraben.

## Ausstellungen (Auswahl)
- 1988: Outsider Art from Europe, A selection of works on Paper, Atrium Gallery, School of Fine Arts, University of Connecticut at Storrs; Massachusetts College of Art, Boston
- 1989: Kunst wo man sie nicht vermutet, Clemens Sels Museum Neuss
- 1995: Art Brut et Compagnie La Face Cachée de L'art Contemporain, Halle Saint-Pierre, Paris
- 1997: De L'Art Brut à la Création Franche, collection Philippe Eternod et Jean-David Mermod, Lausanne
- 1997: Het format, Collectie De Stadshof, Zwolle
- 1997–1998: Art Brut: Collection de l'Aracine, Musée d' Art Moderne, Lille; Musée de l'Objet, Blois
- 1998: Art Unsolved: The Musgrave Kinley outsider art collection, Irish Museum of Modern Art, Dublin
- 1999–2000: Gestoorde Vorsten, Museum Dr. Guislain, Gent
- 2000–2001: Theo, Collection de L'Art Brut, Lausanne
- 2002–2003: Collection abcd, High Museum of Art, Atlanta; Mennello Museum of Folk Art, Atlanta; Chicago Cultural Center, Chicago
- 2003: Theo – Eine Retrospektive, Museum Schloss Moyland, Kleve; Kunstmuseum Thurgau, Kartause Ittingen, Warth-Weiningen; LaM - Lille Métropole Musée d'art moderne, d'art contemporain et d'art brut, Lille
- 2005: Dubuffet & Art Brut, Museum Kunst Palast, Düsseldorf; Collection de l'Art Brut, Lausanne; LaM - Lille Métropole Musée d'art moderne, Lille
- 2005–2006: Abstürze und Höhenflüge, Grenzgänger zwischen Kunst und Psychiatrie, Sammlung Kraft, Medizinhistorisches Museum in der Charité, Berlin
- 2006: Inner Worlds Outside, Sala de Exposiciones de la Fundación „La Caixa,“ Madrid; WhiteChapel Gallery, London; Irish Museum of Modern Art, Dublin
- 2011–2014: Weltensammler, Sammlung Korine und Max E. Ammann, Kunstmuseum Thurgau, Kartause Ittingen; Kunsthalle Erfurt; LaM – Lille Métropole Musée d'art moderne, d'art contemporain et d'art brut, Lille; Musée de l'Abbaye Sainte-Croix in Les Sables d'Olonne
- 2015: When the curtain never comes down, American Folk Art Museum, New York
- 2016: People, Collection de L'Art Brut, Lausanne
- 2016: Carambolages, Grand Palais, Paris
- 2017: tierisch brut, Sammlung Rolf Röthlisberger, Museum im Lagerhaus, St. Gallen
- 2020–2021: Grenzgänger zwischen Kunst und Psychiatrie, Werke der Sammlung Kraft, Sammlung Prinzhorn, Heidelberg
- 2020–2021: Art Brut: Frame Work, Collection de L'Art Brut, Lausanne
- 2021: Jenseits aller Regeln, Kunstmuseum Thurgau, Kartause Ittingen, Warth-Weiningen
- 2021–2022: 5th Art Brut Biennial: Beliefs, Collection de L'Art Brut, Lausanne
- 2022–2023: Art brut - Ein besonderer Dialog mit der Sammlung Würth, Musée Würth France Erstein
- 2024: Menschen die noch hätten leben können - Opfer nationalsozialistischer Verbrechen,  in der Sammlung Prinzhorn, Heidelberg
- 2024: L'Esprit Singulier, Collection Treger Saint Silvestre, Centro de Arte Oliva, La Halle Saint Pierre, Paris
- 2025: Art Brut – The Decharme donation to the Centre Pompidou, Grand Palais, Paris

## Werke in verschiedenen Sammlungen (Auswahl)
- Collection de l'Art Brut, Lausanne[1]
- L'Arcaine Collection, LaM - Lille Métropole Musée d'art moderne, d'art contemporain et d'art brut, Lille
- Collection Eternod-Mermod, Lausanne
- Arnulf Rainer Collection, Wien
- Collection abcd, Paris
- Sammlung Prinzhorn, Heidelberg
- Sammlung Korine und Max E. Ammann, Schweiz
- Musée Art Brut, Montpellier
- Centre Pompidou, Donation Bruno Decharme, Paris
- Kunstmuseum Thurgau, Kartause Ittingen, Warth-Weiningen
- Museum Haus Cajeth, Heidelberg
- Museum Schloss Moyland, Kleve
- Collectie De Stadshof, Utrecht
- Centro de Arte Oliva, Collection Treger Saint Silvestre, Porto
- Musgrave Kinley Outsider Art Collection, at The Whitworth, Manchester